# Луїн (Міссісіпі)
Луїн (англ. Louin) — місто (англ. town) в США, в окрузі Джеспер штату Міссісіпі. Населення — 275 осіб (2020).

## Географія
Луїн розташований за координатами 32°4′31″ пн. ш. 89°16′24″ зх. д. / 32.07528° пн. ш. 89.27333° зх. д. (32.075210, -89.273205).  За даними Бюро перепису населення США в 2010 році місто мало площу 15,75 км², з яких 15,70 км² — суходіл та 0,04 км² — водойми.

## Демографія
Згідно з переписом 2010 року, у місті мешкало 277 осіб у 128 домогосподарствах у складі 75 родин. Густота населення становила 18 осіб/км².  Було 168 помешкань (11/км²).
Расовий склад населення:
| - 69,3 % — білих - 28,9 % — чорних або афроамериканців |

До двох чи більше рас належало 1,8 %. Частка іспаномовних становила 1,4 % від усіх жителів.
За віковим діапазоном населення розподілялося таким чином: 19,5 % — особи молодші 18 років, 59,2 % — особи у віці 18—64 років, 21,3 % — особи у віці 65 років та старші. Медіана віку мешканця становила 46,4 року. На 100 осіб жіночої статі у місті припадало 111,5 чоловіків;  на 100 жінок у віці від 18 років та старших — 112,4 чоловіків також старших 18 років.
Середній дохід на одне домашнє господарство  становив 63 775 доларів США (медіана — 40 833), а середній дохід на одну сім'ю — 79 122 долари (медіана — 56 875). Медіана доходів становила 42 273 долари для чоловіків та 24 545 доларів для жінок. За межею бідності перебувало 11,1 % осіб, у тому числі 26,4 % дітей у віці до 18 років та 7,4 % осіб у віці 65 років та старших.
Цивільне працевлаштоване населення становило 109 осіб. Основні галузі зайнятості: виробництво — 20,2 %, освіта, охорона здоров'я та соціальна допомога — 17,4 %, роздрібна торгівля — 12,8 %, науковці, спеціалісти, менеджери — 11,9 %.